# 克里格胡椒博士
克里格胡椒博士（英語：Keurig Dr Pepper Inc.）是美国一家上市公司，主营饮料和咖啡机，总部位于马萨诸塞州伯灵顿。

## 历史

### 绿山咖啡
绿山咖啡（Green Mountain Coffee Roasters）创立于1981年，最初只是佛蒙特州滑雪勝地韦茨菲尔德一家小型咖啡烘焙公司。公司成立四年后扭亏为盈，随即成立環保委員會，并推出有機咖啡。1997年，公司在纳斯达克上市。

### 克里格绿山
约翰·西尔万（John Sylvan）发明了胶囊咖啡K-Cup并推出胶囊咖啡机，于1992年成立了克里格公司（Keurig Inc.）。1997年，西尔万将自己所持股份以5万美元出售给绿山咖啡。2006年，已持有克里格43%股份的绿山咖啡以1亿美元全面收购克里格。
2014年，公司改名为克里格绿山（Keurig Green Mountain），股票代码保持GMCR不变。
2016年，JAB控股公司以139亿美元收购克里格绿山，克里格绿山成为私人公司。

### 克里格胡椒博士
2018年，克里格绿山公司以187亿美元收购了软饮料制造商胡椒博士思乐宝公司。合并后的新上市公司名为克里格胡椒博士，成为北美第三大饮料公司。

## 品牌
克里格胡椒博士拥有100多个自有、授权和合作品牌，包括：
- 胡椒博士（仅美国区）
- 七喜（仅美国区）
- 皇冠可樂（仅美国区）
- 玉泉汽水（仅北美区）
- Canada Dry（英语：Canada Dry）
- 塔利咖啡
- 克里格
- 思乐宝（英语：Snapple）等